# 聯合國安全理事會第687號決議
《联合国安理会687号决议》是1991年4月3日在联合国安理会的第2981次会议上通过的。导致第687号决议的事件是此前伊拉克对科威特的侵略，此后的海湾战争和科威特的解放。安理会的15个国家中12个国家投赞同票，一个国家反对（古巴），两个国家弃权（厄瓜多尔和也门）。
联合国安理会687号决议最重要的内容是要求伊拉克无条件摧毁它的大规模杀伤性武器和对这些武器的研究，以及决定由国际原子能机构帮助对伊拉克进行裁军检查。由于伊拉克不愿或被指责不愿与联合国的裁军检查合作或被指责继续发展和研究大规模杀伤性武器而导致了1991年后伊拉克与美国、英国等驻军的冲突，包括对伊拉克施行的贸易封锁、1998年的沙漠之狐行动和2003年的美伊战争。